# Кладбище Флунтерн
Кла́дбище Флу́нтерн (также Флунтернское кладбище, нем. Friedhof Fluntern) находится на горном участке Цюрихберг, высоко над городом Цюрихом, Швейцария. На Флунтерне похоронены многие всемирно известные личности, в частности Джеймс Джойс.

## Расположение
Кладбище расположено на общей горной дороге между Цюрихом и Цюрихским лесом на горе, рядом с зоопарком и одноимённой трамвайной остановкой. Территория расширялась в 1907, 1928, 1948 и 2003 годах и на сегодняшний день площадь составляет в 33,250 квадратных метров. Помимо индивидуальных могил, есть колумбарий, а также общие могилы. Многие семейные могилы имеют индивидуальные нестандартные дорогие декорации и скульптуры. На кладбище есть небольшая часовня, которая вмещает 100 человек, а также павильон отдыха. В этом же здании находятся административные офисы и квартиры менеджеров кладбища.

## Могилы известных людей
Среди захоронений известных людей писатель Джеймс Джойс и его супруга Нора Барнакл, лауреат Нобелевской премии по литературе Элиас Канетти, химик Леопольд Ружичка, физик Пауль Шеррер, музыкант Фридрих Хегар, психиатр и психоаналитик Леопольд Сонди и его сын филолог Петер Сонди.
.

## Галерея

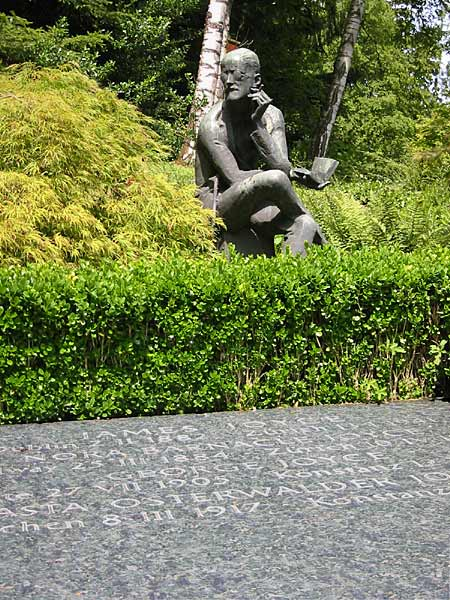
Могила Джеймса Джойса
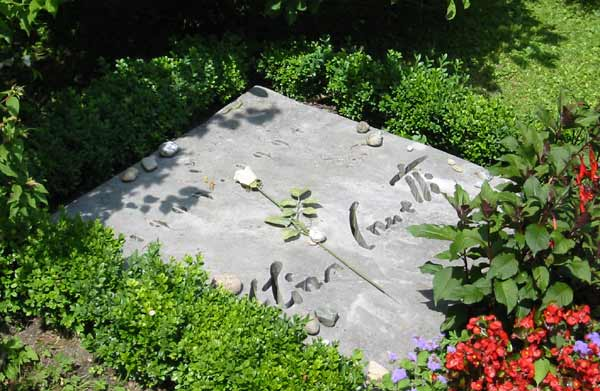
Могила Элиаса Канетти
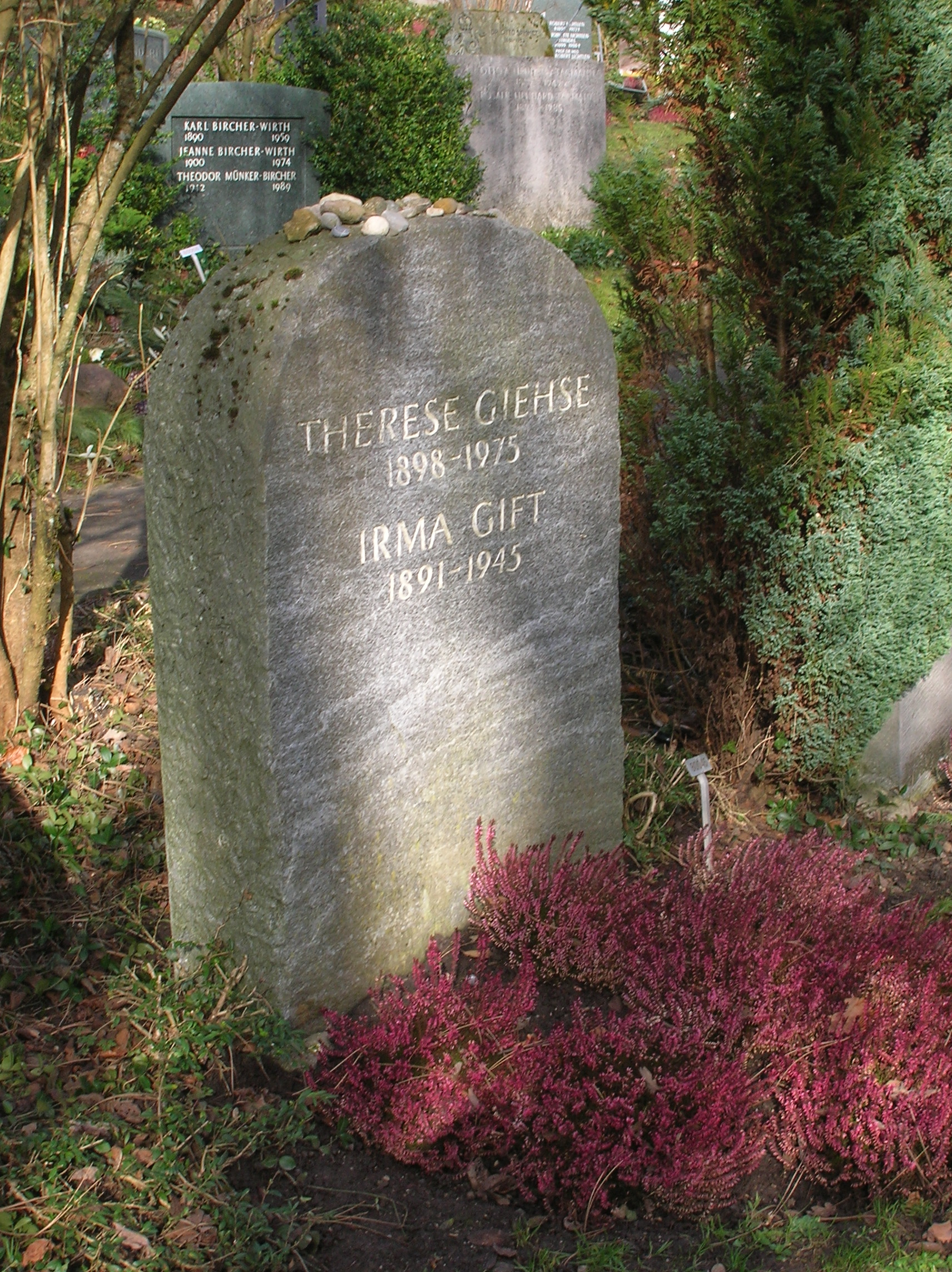
Могила актрисы Терезы Гизе
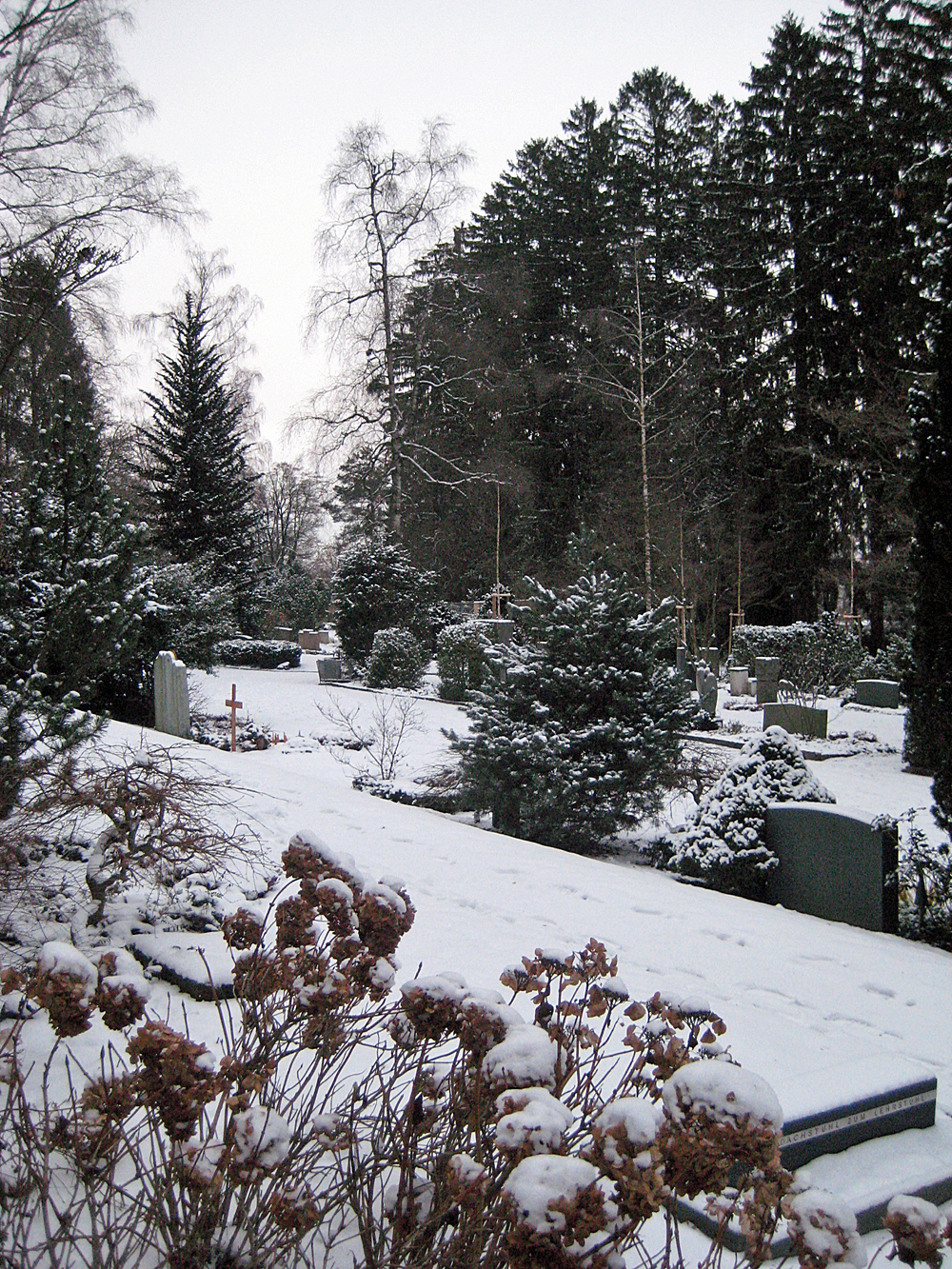
Вид с террасы на Север
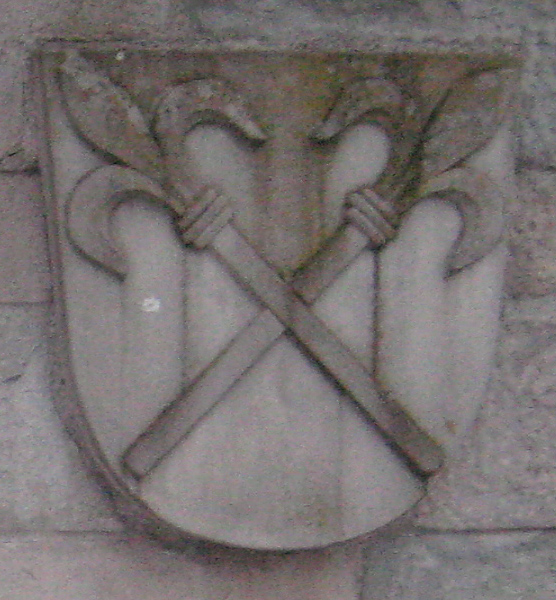
Эмблема Флюнтерн на воротах кладбища